# Unterseeboot 524
Le Unterseeboot 524 (ou U-524) est un sous-marin allemand utilisé par la Kriegsmarine pendant la Seconde Guerre mondiale.

## Historique
Après avoir reçu sa formation de base à Stettin dans la 4. Unterseebootsflottille jusqu'au 30 novembre 1942, il rejoint sa flottille de combat à Lorient, dans la 10. Unterseebootsflottille.
L'U-524 est coulé le 22 mars 1943 dans l'océan Atlantique nord au sud de Madère au Portugal à la position géographique de 30° 15′ N, 18° 13′ O par des charges de profondeur lancées par un avion américain Consolidated B-24 Liberator de l'escadron 1/T.

Cette attaque coûte la vie aux 52 membres de l'équipage.

## Affectations successives
- 4. Unterseebootsflottille du 8 juillet 1942 au 30 novembre 1942
- 10. Unterseebootsflottille du 1er décembre 1942 au 22 mars 1943

## Commandement
- Kapitänleutnant Walter Freiherr von Steinaecker  du 8 juillet 1942 au 22 mars 1943

## Navires coulés
L'U-524 a coulé 2 navires marchands pour un total de 16 256 tonneaux au cours des 2 patrouilles qu'il effectua.